# Anonimowi Uzależnieni od Gier Komputerowych
Anonimowi Uzależnieni od Komputera (ang. On-Line Gamers Anonymous) – dobrowolne, samopomocowe grupy osób uzależnionych od gier komputerowych, a także internetu i komputera w ogóle, tworzone w celu leczenia nałogu. Podstawą filozofii jest program dwunastu kroków. W wychodzeniu z uzależnienia wykorzystywany jest kontakt z naturą (ang. „wilderness therapy”). Organizacja non-profit On-Line Gamers Anonymous została założona przez Elizabeth Woolley w 2002 po samobójczej śmierci jej syna, Shawna, nałogowego gracza EverQuest.

## Historia w Polsce
- 6 października 2009: Powstanie grupy „Anonimowi Uzależnieni od Gier Komputerowych”
- 19 grudnia 2009: Powstanie portalu „Nie gram – wybieram życie”
- 15 grudnia 2010: Zmiana nazwy grupy z „Anonimowi Uzależnieni od Gier Komputerowych” na „Anonimowi Uzależnieni od Komputera”
- 11 stycznia 2011: Reportaż w TVP2 – „Wirtualny Świat”[4]
- wrzesień 2013: Rozpoczęcie regularnych spotkań w Warszawie
- październik 2015: Powstanie drugiej grupy w Warszawie
- czerwiec 2019: Zmiana nazwy domeny na auk.org.pl